# Monaeses pustulosus
Monaeses pustulosus es una especie de araña cangrejo del género Monaeses, familia Thomisidae. Fue descrita científicamente por Pavesi en 1895.

## Distribución
Esta especie se encuentra desde Etiopía a Sudáfrica.